# Laurel und Hardy: Die Sache mit der Hose
Die Sache mit der Hose (Originaltitel: Liberty) ist ein US-amerikanischer Stummfilm von Laurel & Hardy aus dem Jahre 1929. Der Film war einer ihrer letzten Stummfilme und feierte seine Premiere am 26. Januar 1929.

## Handlung
Stan und Ollie, gerade aus dem Gefängnis ausgebrochen, sind auf der Flucht vor der Polizei. Sie werden bereits von Komplizen erwartet. In deren Auto tauschen sie die Gefängniskleidung gegen ihre gewohnten Anzüge aus, wobei sie die Hosen verwechseln. Als sie beinahe von der Polizei eingeholt werden, verlassen sie den Wagen und fliehen zu Fuß weiter. Immer wieder misslingt es Stan und Ollie, die Hosen auszutauschen, weil sie von einem Polizisten argwöhnisch beobachtet oder von Passanten dabei gestört werden. Die Situation – Stan und Ollie hinter Kisten versteckt oder in einem Auto mit heruntergelassen Hosen – wird dabei offensichtlich gründlich missverstanden. Bei einem Versuch im Hinterhof eines Fischgeschäftes gelangt ein Krebs in Stans Hose, der ihn fortan dauernd kneift. Die dadurch hervorgerufenen zuckenden Bewegungen Stans führen dazu, dass vor James Finlaysons Musikaliengeschäft dutzende Schallplatten zerstört werden.
Schließlich gelangen sie auf die Baustelle eines Wolkenkratzers und geraten wider Willen per Lift zum höchsten Punkt des Gerüstes. Während der Fahrt nach oben gelingt es endlich, die Hosen zu tauschen. Fortan wird Ollie vom Krebs gezwickt. Bevor sie wieder zurückfahren können, entschwindet der Lift wieder. Um nach unten zu gelangen, versuchen Stan und Ollie eine Leiter auf der anderen Seite der Konstruktion zu erreichen. Auf dem Weg dorthin droht immer wieder der Sturz in die Tiefe. Nicht nur der Krebs in Ollies Hose macht ihnen zu schaffen, auch teilweise instabile Pfosten und Bretter sorgen für Gefahr. Zu allem Unglück fällt nach einigen schwindelerregenden Balanceakten die Leiter hinunter. Am Schluss erreichen Stan und Ollie dann aber wieder unversehrt den Lift und gelangen zurück auf den sicheren Boden. Der dort lauernde Polizist wird durch den Lift zusammengepresst und ist nur noch halb so groß wie zuvor.

## Kritiken
„Dieser ungewöhnliche und sehr gelungene Ausflug in die Domäne von Harold Lloyd, den Fassadenkletterer-Comedy-Thriller, enthält einige der komischsten Laurel & Hardy Momente“, befand William K. Everson in Laurel und Hardy und ihre Filme. Auch Prisma lobte den Film: „In diesem schreiend komischen Stummfilm beweisen Laurel und Hardy ihr unglaubliches Können im Variieren und Ausreizen eines Gags bis zur Grenze des Möglichen.“